# 任新民
任新民（1915年12月5日—2017年2月12日），男，安徽宁国人，中國科學院院士、國際宇航科學院院士，“两弹一星功勋奖章”获得者。中華人民共和國航天技术和火箭发动机专家，曾任中华人民共和国的卫星工程总设计师，中国导弹与航天事业开创人之一。

## 生平

### 学业
1928年考入安徽省第四中学（今安徽省宣城中学）。
1934年考入南京國立中央大學化学系，1937年转入重庆兵工学校大学部，1940年（民國29年兵工第5期）毕业。
1945年至1949年，赴美辛辛那堤磨床銑床廠實習；後就讀於美国密歇根大学研究院，获机械工程硕士和工程力学博士学位。

### 事业
1940年至1945年，任重慶兵工學校大學部助教、講師；兵工署重慶21廠技術員。
1948年9月，任美国紐約州立大學水牛城分校机械工程院系聘任講師。
1949年至1952年，任华东军区军事科学研究室任研究员。
1952年至1956年，任哈尔滨军事工程学院教務處副處長、教授、教授會（教研室）主任、砲兵工程系副主任。1955年被授予上校軍銜。
1956年至1965年，任國防部第五研究院總體研究室主任、設計部主任、分院副院長兼設計部主任。1960年11月，加入中国共产党。

### 兩彈
1965年至1982年，任第七機械工業部第一研究院副院長兼研究所所長，部科研生產組副組長、七機部副部長並得到軍官保护，任新民自称，沒有這個可能小命不保，因周总理说：“名单中的每个人，你们要保证，出了问题我找你们！”，杨国宇是军管会的副主任，主管科技的，和我们接触很多，他说起这些事来生动极了，所幸当时就專心研究连“武斗”是什么也没弄明白。1979年，任中国宇航学会首任理事长。
1982年至1988年，任航天工業部科學技術委員會主任。
1988年至1993年，任航空航天工業部高級技術顧問。
1993年，任航天工業總公司高級技術顧問。

### 逝世
2017年2月12日，任新民在北京逝世，享嵩寿101岁。

## 成就与贡献
- 长征一号运载火箭的技术负责人领导了中国第一颗人造卫星東方紅一號的发射；担任東方紅二號试验通信卫星、实用通信卫星、风云一号气象卫星、发射外国卫星、长征三号运载火箭工程等六项大型航天工程的总设计师，主持研制和发射工作[8]。

- 任新民是中共十一大、十二大代表，第三届、四届、五届、六届、七届全国人大代表，第五届、六届、七届全国人大常委会委员。

## 奖项与榮譽
- 1980年，当选为中国科学院院士（学部委员）。
- 1999年9月18日，在北京人民大會堂庆祝中华人民共和国成立50周年之际，由中共中央、 国务院及中央军委制作了“两弹一星”功勋奖章，授予23位为研制“两弹一星”作出突出贡献的科技专家。
- 2002年，獲得南京大學「世紀校友學術成就金質獎章」。
- 2006年10月，与钱学森、屠守锷、黄纬禄、梁守槃等共5位专家获“中国航天事业五十年最高荣誉奖”。